# ATJ Lučko
Antiteroristička jedinica Lučko (Antiterroreinheit Lučko), kurz ATJ Lučko, ist eine Spezialeinheit der kroatischen Polizei, die in Lučko bei Zagreb stationiert ist. Die Einheit ist etwa 250 Mann stark.(Stand: 2025).
Zu den Aufgaben der ATJ Lučko gehört die Geiselbefreiung und Terrorismusbekämpfung. Sie kommt bei besonderen Gefährdungslagen sowohl präventiv als auch operativ zum Einsatz, ähnlich wie die SEKs in Deutschland. Sie ist Mitglied im Atlas-Verbund.

## Geschichte
Die ATJ Lučko wurde am 7. September 1990 gegründet und war die erste bewaffnete Einheit der neuen frei gewählten kroatischen Regierung. Sie war damit Grundlage für die Organisation der Spezialeinheiten der kroatischen Polizei. Ihre Feuertaufe bestand die ATJ Lučko am 1. März 1991 beim Kampf gegen serbische Freischärler und die Jugoslawische Volksarmee um die kroatische Stadt Pakrac.
Bereits bei Ausbruch des Kroatienkrieges am 31. März 1991 wurde die ATJ Lučko beim bewaffneten Zwischenfall bei den Plitvicer Seen eingesetzt. Im weiteren Verlauf des Krieges wurde sie in ganz Kroatien bei Kämpfen in Glina, Topusko, Petrinja, Dragotinci, Pakrac-Okučani (erneut), Flughafen Zagreb-Pleso, Dubica, Delnice, Marinci, der Schlacht um Dubrovnik, Cavtat, der Operation Maslenica, der Operation Medak-Kessel, Daruvar, Bučje, Požega (Ivanovac), der Operation Bljesak, der Operation Oluja, Petrova Gora und der Operation Oluja-Obruč eingesetzt.
Während des Kroatienkrieges (1991–1995) hatte die damals 350 Mann starke Einheit insgesamt 52 schwer Verwundete und die folgenden 14 Gefallenen zu beklagen: Božo Bionda, Nikola Bionda, Robert Zadro (Sohn von Blago Zadro), Vladimir Stojić, Davor Zbiljski, Mladen Jakovljević, Robert Krizmanić, Darko Srbić, Nenead Režić, Zdenko Bogdan, Antun Haban, Slavko Puček, Šimun Fofić und Damir Klasnić.

## Bekannte Mitglieder
Aus der Einheit gingen allein sieben Generäle der kroatischen Streitkräfte hervor: Mladen Markač, Mirko Norac, Miljenko Filipović, Ante Roso, Stanko Sopta, Slavko Butorac und Željko Sačić.
Der prominente Kampfsportler Mirko Filipović, genannt „Cro Cop“, war vor seiner Sportkarriere sechs Jahre lang Mitglied der ATJ Lučko.

## Galerie

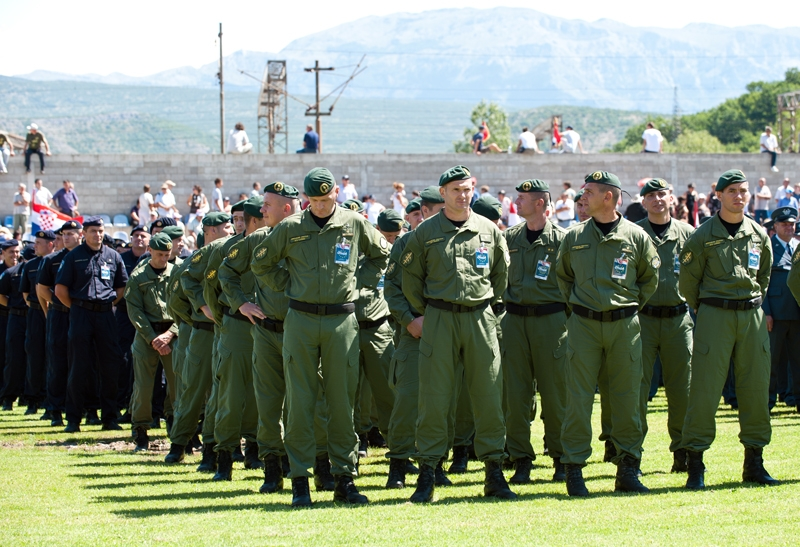
Männer der ATJ Lučko am 16. Jahrestag der Operation Oluja in Knin (2011)
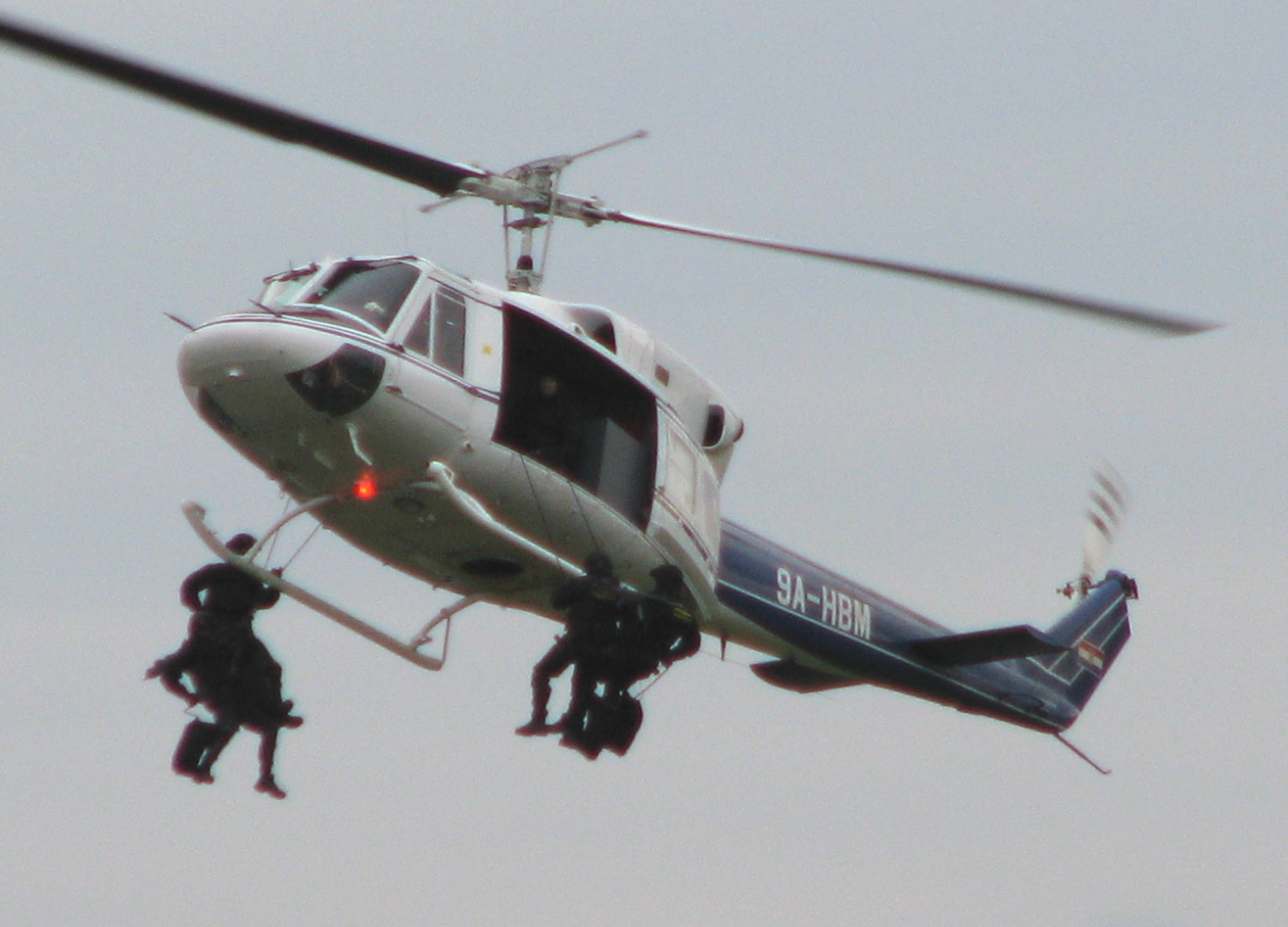
Einsatzübung der ATJ Lučko an einem Bell-212-Hubschrauber (2008)
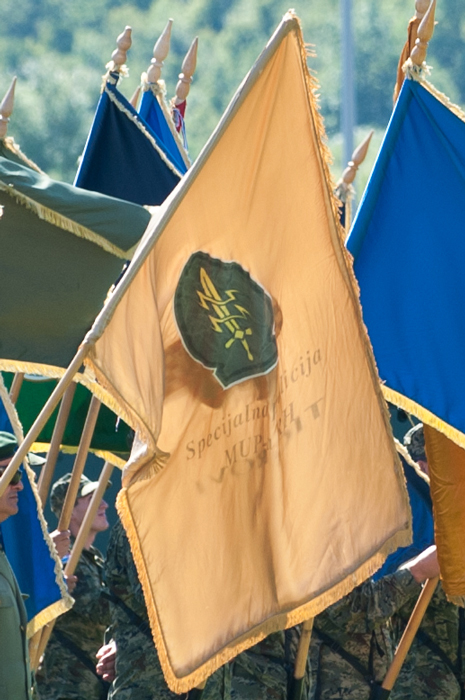
Fahne der kroatischen Spezialpolizei